# أسود المعدة
أسود المعدة (الاسم العلمي: Melanogaster)، جنس فطريات تشبه الكمأة، وكثيرًا ما يخطئ الناس في الخلط بينها وبين الكمء الحقيقي. ومع ذلك، فهي لا تتمتع بالرائحة والقيمة المميزة للكمأة، على الرغم من استخدام بعضها في الطهي. ولا يُعرف أن أيًا منها سام. يشتمل الجنس على 25 نوعًا تنتشر جميعها على نطاق واسع.

## روابط خارجية
- "Melanogaster Corda". Atlas of Living Australia. مؤرشف من الأصل في 2018-03-19.